# Campionat de Catalunya d'atletisme - 10.000 metres llisos
Els 10.000 metres llisos és una prova del Campionat de Catalunya d'atletisme que es realitza des del 1924 en categoria masculina i des del 1988 en categoria femenina.
El primer campió de la prova fou Jesús Diéguez, del FC Barcelona, amb un temps de 34 minuts i 15 segons. L'any 1979 el vencedor fou Pedro Antonio Ferrando Andreu, de l'Antorcha de Lleida, primer atleta que guanyà amb un temps per sota dels trenta minuts (29:57.2). El primer campionat femení sobre la distància de 10.000 metres arribà l'any 1988 i fou guanyat per Carme Brunet Folch amb un temps de 34 minuts 8 segons i 49 centèsimes. L'atleta més ràpida que ha guanyat el campionat ha estat Rosa Maria Morató i Rodríguez, qui l'any 2010 vencé amb un temps de 31 minuts, 54 segons i 16 centèsimes.
En categoria masculina, fins a l'any 2024, els atletes amb més campionats són Fernando Díaz Pérez amb 7 títols, seguit de Josep Molins i Montes (6 títols); i Josep Coll Pelfort, Luis García Serna i Juan Ramón Muñoz López (tots tres amb 5 títols). En categoria femenina l'atleta més reeixides és María Luisa Muñoz González amb 3 triomfs.

## Historial

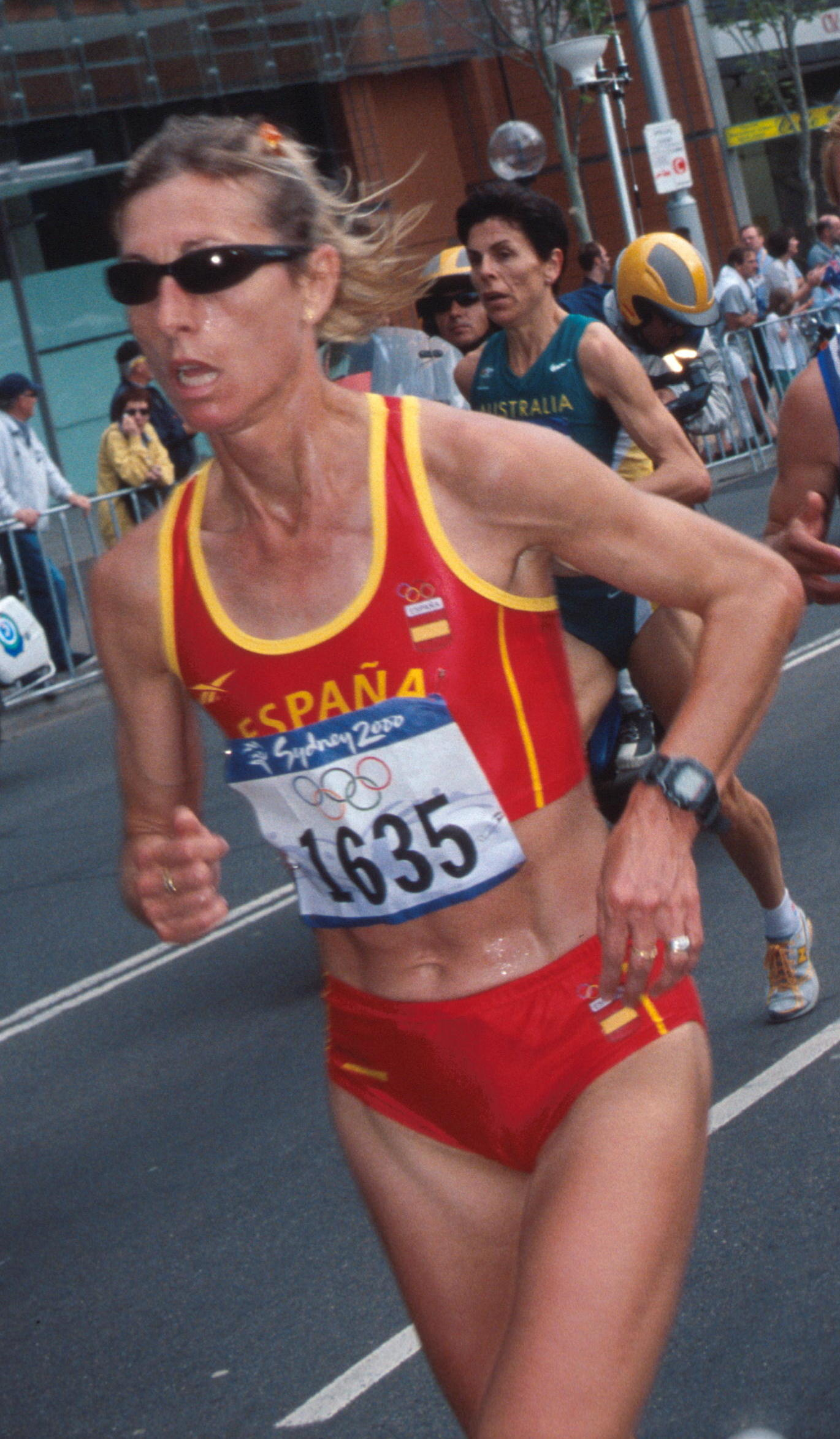
María Luisa Muñoz fou campiona de Catalunya durant els anys noranta.

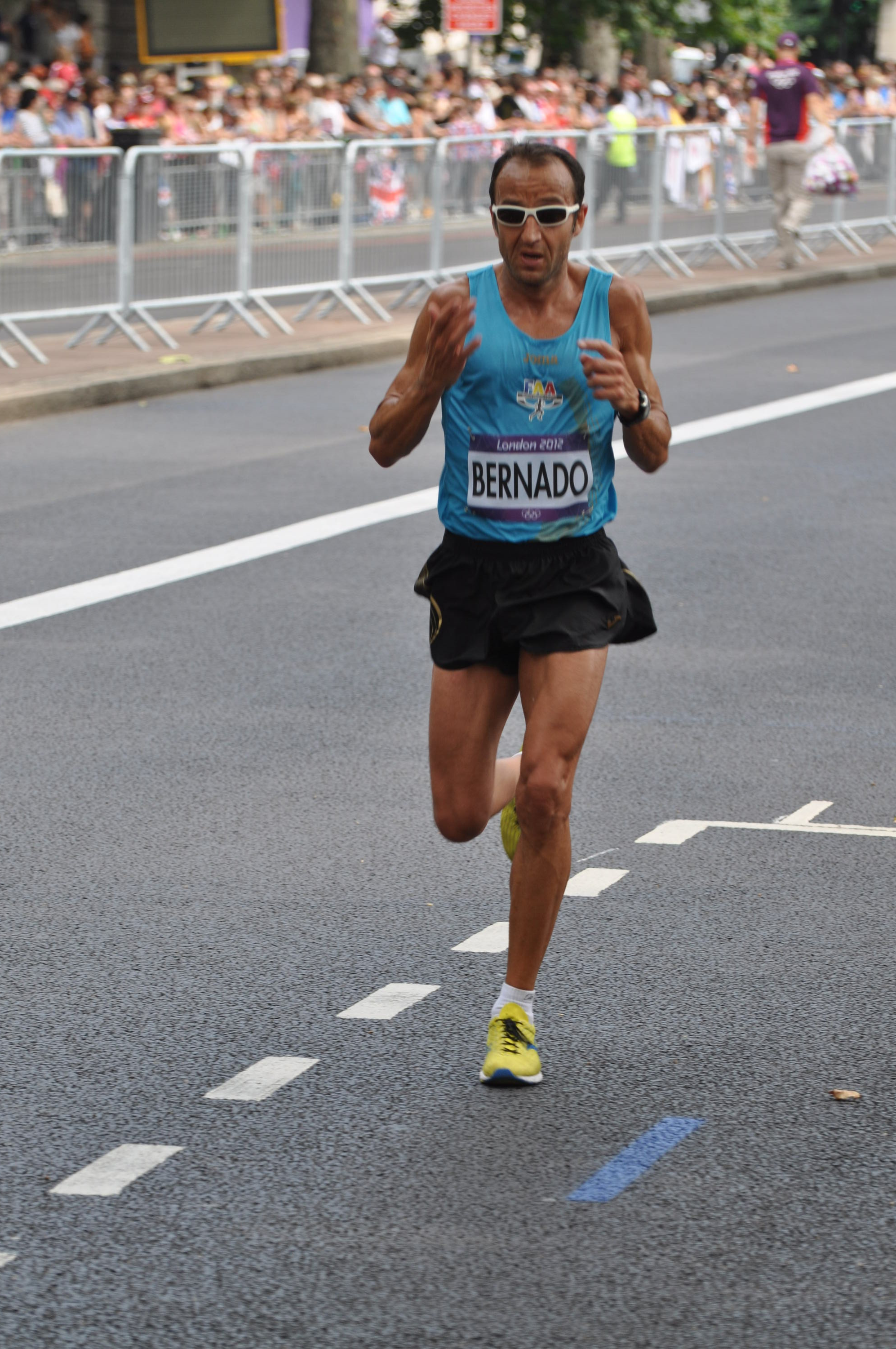
Antoni Bernadó Planas guanyà el campionat de Catalunya en tres ocasions.

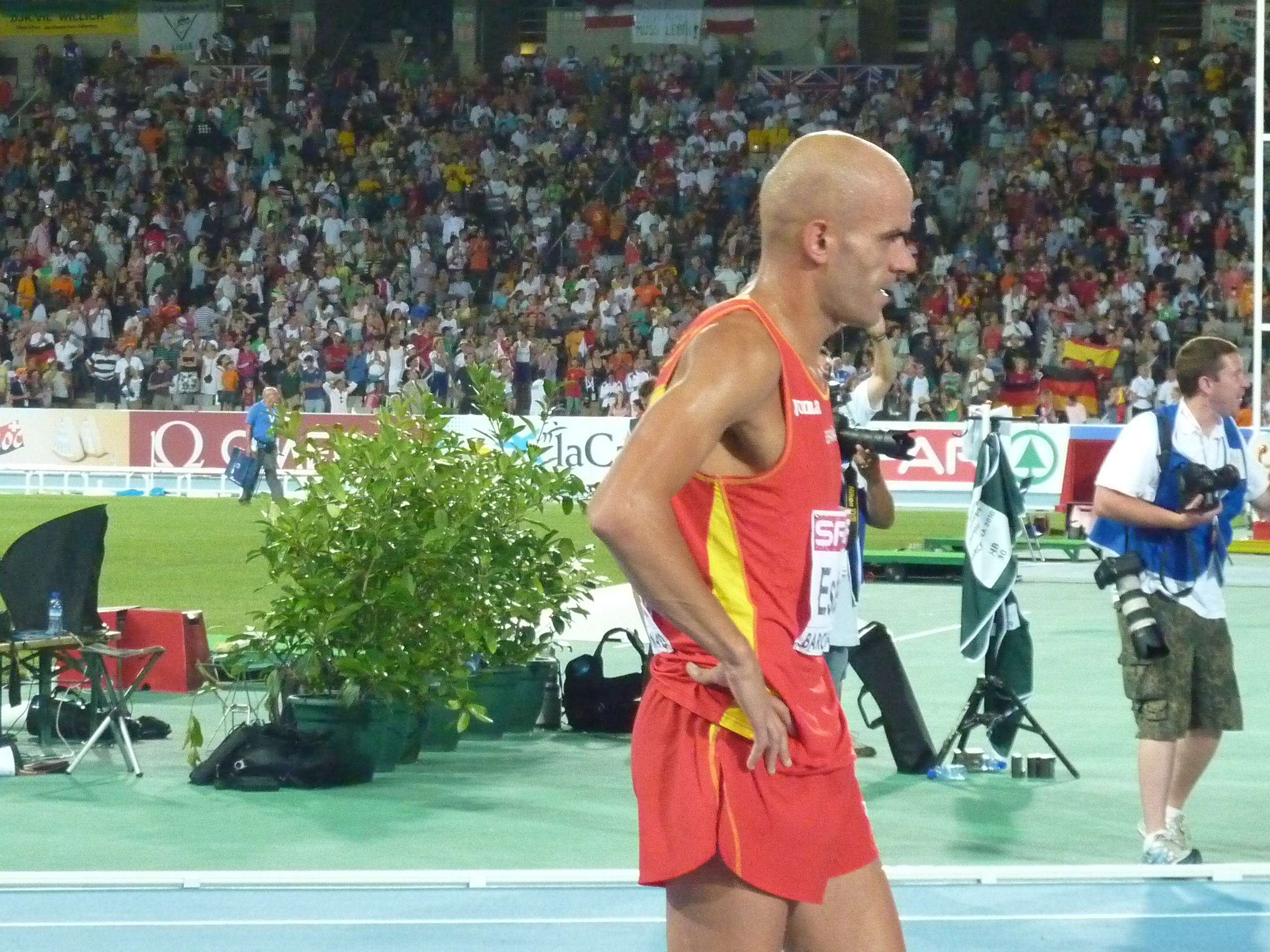
Reyes Estévez guanyà el campionat de Catalunya l'any 2021 amb 44 anys d'edat.

| Edició   | Data | Competició masculina                                     | Competició masculina                                     | Competició masculina                                     | Competició femenina                                      | Competició femenina                                      | Competició femenina                                      | refs.       |
| Edició   | Data | Campió                                                   | Club                                                     | Temps                                                    | Campiona                                                 | Club                                                     | Temps                                                    | refs.       |
| -------- | ---- | -------------------------------------------------------- | -------------------------------------------------------- | -------------------------------------------------------- | -------------------------------------------------------- | -------------------------------------------------------- | -------------------------------------------------------- | ----------- |
| VII      | 1924 | Jesús Diéguez Romero                                     | FC Barcelona                                             | 34:15.0                                                  | la categoria femenina començà el 1988                    | la categoria femenina començà el 1988                    | la categoria femenina començà el 1988                    | [ 2 ]       |
| VIII     | 1925 | Pere Arbulí                                              | RCD Espanyol                                             | 34:02.0                                                  | la categoria femenina començà el 1988                    | la categoria femenina començà el 1988                    | la categoria femenina començà el 1988                    | [ 2 ]       |
| IX       | 1926 | Julià López                                              | UE Sants                                                 | 35:29.8                                                  | la categoria femenina començà el 1988                    | la categoria femenina començà el 1988                    | la categoria femenina començà el 1988                    | [ 2 ]       |
| X        | 1927 | Martí Serra                                              | UE Sants                                                 | 35:27.0                                                  | la categoria femenina començà el 1988                    | la categoria femenina començà el 1988                    | la categoria femenina començà el 1988                    | [ 2 ]       |
| XI       | 1928 | Martí Serra                                              | UE Sants                                                 | 33:21.0                                                  | la categoria femenina començà el 1988                    | la categoria femenina començà el 1988                    | la categoria femenina començà el 1988                    | [ 2 ]       |
| XII      | 1929 | Leonci Farré                                             | CE Europa                                                | 35:34.4                                                  | la categoria femenina començà el 1988                    | la categoria femenina començà el 1988                    | la categoria femenina començà el 1988                    | [ 2 ]       |
| XIII     | 1930 | Martí Serra                                              | RCD Espanyol                                             | 34:23.0                                                  | la categoria femenina començà el 1988                    | la categoria femenina començà el 1988                    | la categoria femenina començà el 1988                    | [ 2 ]       |
| XIV      | 1931 | Miquel Moreno                                            | Independent                                              | 35:05.2                                                  | la categoria femenina començà el 1988                    | la categoria femenina començà el 1988                    | la categoria femenina començà el 1988                    | [ 2 ]       |
| XV       | 1932 | Marcel·lí Castelló                                       | AE Tagamanent                                            | 33:24.6                                                  | la categoria femenina començà el 1988                    | la categoria femenina començà el 1988                    | la categoria femenina començà el 1988                    | [ 2 ]       |
| XVI      | 1933 | Justo Borrás                                             | Independent                                              | 34:29.0                                                  | la categoria femenina començà el 1988                    | la categoria femenina començà el 1988                    | la categoria femenina començà el 1988                    | [ 2 ]       |
| XVII     | 1934 | José Faró                                                | Reus AC                                                  | 33:54.0                                                  | la categoria femenina començà el 1988                    | la categoria femenina començà el 1988                    | la categoria femenina començà el 1988                    | [ 2 ]       |
| XVIII    | 1935 | Ángel Mur                                                | FC Barcelona                                             | 33:11.8                                                  | la categoria femenina començà el 1988                    | la categoria femenina començà el 1988                    | la categoria femenina començà el 1988                    | [ 2 ]       |
| XIX      | 1936 | Manuel Andreu                                            | FC Barcelona                                             | 34:02.0                                                  | la categoria femenina començà el 1988                    | la categoria femenina començà el 1988                    | la categoria femenina començà el 1988                    | [ 2 ]       |
| -        | 1937 | no es disputà per la Guerra Civil                        | no es disputà per la Guerra Civil                        | no es disputà per la Guerra Civil                        | la categoria femenina començà el 1988                    | la categoria femenina començà el 1988                    | la categoria femenina començà el 1988                    |             |
| -        | 1938 | no es disputà per la Guerra Civil                        | no es disputà per la Guerra Civil                        | no es disputà per la Guerra Civil                        | la categoria femenina començà el 1988                    | la categoria femenina començà el 1988                    | la categoria femenina començà el 1988                    |             |
| -        | 1939 | no es disputà per la Guerra Civil                        | no es disputà per la Guerra Civil                        | no es disputà per la Guerra Civil                        | la categoria femenina començà el 1988                    | la categoria femenina començà el 1988                    | la categoria femenina començà el 1988                    |             |
| XX       | 1940 | Francesc Cerdan                                          | CE Manresa                                               | 32:59.0                                                  | la categoria femenina començà el 1988                    | la categoria femenina començà el 1988                    | la categoria femenina començà el 1988                    | [ 2 ]       |
| XXI      | 1941 | Manuel Andreu                                            | FC Barcelona                                             | 32:40.0                                                  | la categoria femenina començà el 1988                    | la categoria femenina començà el 1988                    | la categoria femenina començà el 1988                    | [ 2 ]       |
| XXII     | 1942 | Josep Bernabéu Lajara                                    | FC Barcelona                                             | 34:25.0                                                  | la categoria femenina començà el 1988                    | la categoria femenina començà el 1988                    | la categoria femenina començà el 1988                    | [ 2 ]       |
| XXIII    | 1943 | Josep Bernabéu Lajara                                    | FC Barcelona                                             | 32:51.2                                                  | la categoria femenina començà el 1988                    | la categoria femenina començà el 1988                    | la categoria femenina començà el 1988                    | [ 2 ]       |
| XXIV     | 1944 | Francesc Camí Farrerons                                  | RCD Espanyol                                             | 33:51.4                                                  | la categoria femenina començà el 1988                    | la categoria femenina començà el 1988                    | la categoria femenina començà el 1988                    | [ 2 ]       |
| XXV      | 1945 | Constantino Miranda                                      | RCD Espanyol                                             | 33:37.0                                                  | la categoria femenina començà el 1988                    | la categoria femenina començà el 1988                    | la categoria femenina començà el 1988                    | [ 2 ]       |
| XXVI     | 1946 | Josep Bernabéu Lajara                                    | FC Barcelona                                             | 32:46.4                                                  | la categoria femenina començà el 1988                    | la categoria femenina començà el 1988                    | la categoria femenina començà el 1988                    | [ 2 ]       |
| XXVII    | 1947 | Ricardo Yebra                                            | RCD Espanyol                                             | 33:06.2                                                  | la categoria femenina començà el 1988                    | la categoria femenina començà el 1988                    | la categoria femenina començà el 1988                    | [ 2 ]       |
| XXVIII   | 1948 | Constantino Miranda                                      | RCD Espanyol                                             | 31:51.6                                                  | la categoria femenina començà el 1988                    | la categoria femenina començà el 1988                    | la categoria femenina començà el 1988                    | [ 2 ]       |
| XXIX     | 1949 | Josep Coll Pelfort                                       | Independent                                              | 32:10.0                                                  | la categoria femenina començà el 1988                    | la categoria femenina començà el 1988                    | la categoria femenina començà el 1988                    | [ 2 ]       |
| XXX      | 1950 | Josep Coll Pelfort                                       | RCD Espanyol                                             | 31:03.8                                                  | la categoria femenina començà el 1988                    | la categoria femenina començà el 1988                    | la categoria femenina començà el 1988                    | [ 2 ]       |
| XXXI     | 1951 | Josep Boixaderas Vila                                    | UE Vic                                                   | 32:44.0                                                  | la categoria femenina començà el 1988                    | la categoria femenina començà el 1988                    | la categoria femenina començà el 1988                    | [ 2 ]       |
| XXXII    | 1952 | Josep Coll Pelfort                                       | RCD Espanyol                                             | 31:34.0                                                  | la categoria femenina començà el 1988                    | la categoria femenina començà el 1988                    | la categoria femenina començà el 1988                    | [ 2 ]       |
| XXXIII   | 1953 | Josep Coll Pelfort                                       | RCD Espanyol                                             | 31:59.6                                                  | la categoria femenina començà el 1988                    | la categoria femenina començà el 1988                    | la categoria femenina començà el 1988                    | [ 2 ]       |
| XXXIV    | 1954 | Antonio Amorós                                           | FC Barcelona                                             | 31:25.6                                                  | la categoria femenina començà el 1988                    | la categoria femenina començà el 1988                    | la categoria femenina començà el 1988                    | [ 2 ]       |
| XXXV     | 1955 | Luis García Serna                                        | FC Barcelona                                             | 31:27.0                                                  | la categoria femenina començà el 1988                    | la categoria femenina començà el 1988                    | la categoria femenina començà el 1988                    | [ 2 ]       |
| XXXVI    | 1956 | Antonio Amorós                                           | RCD Espanyol                                             | 30:55.2                                                  | la categoria femenina començà el 1988                    | la categoria femenina començà el 1988                    | la categoria femenina començà el 1988                    | [ 2 ]       |
| XXXVII   | 1957 | Antonio Amorós                                           | RCD Espanyol                                             | 30:41.4                                                  | la categoria femenina començà el 1988                    | la categoria femenina començà el 1988                    | la categoria femenina començà el 1988                    | [ 2 ]       |
| XXXVIII  | 1958 | Luis García Serna                                        | FC Barcelona                                             | 31:46.8                                                  | la categoria femenina començà el 1988                    | la categoria femenina començà el 1988                    | la categoria femenina començà el 1988                    | [ 2 ]       |
| XXXIX    | 1959 | Luis García Serna                                        | FC Barcelona                                             | 31:44.0                                                  | la categoria femenina començà el 1988                    | la categoria femenina començà el 1988                    | la categoria femenina començà el 1988                    | [ 2 ]       |
| XL       | 1960 | Luis García Serna                                        | FC Barcelona                                             | 31:37.0                                                  | la categoria femenina començà el 1988                    | la categoria femenina començà el 1988                    | la categoria femenina començà el 1988                    | [ 2 ]       |
| XLI      | 1961 | Miquel Vidal                                             | RCD Espanyol                                             | 31:58.8                                                  | la categoria femenina començà el 1988                    | la categoria femenina començà el 1988                    | la categoria femenina començà el 1988                    | [ 2 ]       |
| XLII     | 1962 | Josep Molins                                             | CN Barcelona                                             | 30:59.2                                                  | la categoria femenina començà el 1988                    | la categoria femenina començà el 1988                    | la categoria femenina començà el 1988                    | [ 2 ]       |
| XLIII    | 1963 | Iluminado Corcuera                                       | FC Barcelona                                             | 31:14.8                                                  | la categoria femenina començà el 1988                    | la categoria femenina començà el 1988                    | la categoria femenina començà el 1988                    | [ 2 ]       |
| XLIV     | 1964 | Josep Molins                                             | CN Barcelona                                             | 32:26.0                                                  | la categoria femenina començà el 1988                    | la categoria femenina començà el 1988                    | la categoria femenina començà el 1988                    | [ 2 ]       |
| XLV      | 1965 | Francisco Aritmendi                                      | FC Barcelona                                             | 30:27.2                                                  | la categoria femenina començà el 1988                    | la categoria femenina començà el 1988                    | la categoria femenina començà el 1988                    | [ 2 ]       |
| XLVI     | 1966 | Francisco Aritmendi                                      | FC Barcelona                                             | 30:43.2                                                  | la categoria femenina començà el 1988                    | la categoria femenina començà el 1988                    | la categoria femenina començà el 1988                    | [ 2 ]       |
| XLVII    | 1967 | Josep Molins                                             | JA Sabadell                                              | 31:21.4                                                  | la categoria femenina començà el 1988                    | la categoria femenina començà el 1988                    | la categoria femenina començà el 1988                    | [ 2 ]       |
| XLVIII   | 1968 | Josep Molins                                             | JA Sabadell                                              | 32:31.6                                                  | la categoria femenina començà el 1988                    | la categoria femenina començà el 1988                    | la categoria femenina començà el 1988                    | [ 2 ]       |
| XLIX     | 1969 | Josep Molins                                             | JA Sabadell                                              | 31:50.0                                                  | la categoria femenina començà el 1988                    | la categoria femenina començà el 1988                    | la categoria femenina començà el 1988                    | [ 2 ]       |
| L        | 1970 | Jordi Jorba                                              | CN Barcelona                                             | 31:18.4                                                  | la categoria femenina començà el 1988                    | la categoria femenina començà el 1988                    | la categoria femenina començà el 1988                    | [ 2 ]       |
| LI       | 1971 | José Pro Pinto                                           | JA Sabadell                                              | 31:05.2                                                  | la categoria femenina començà el 1988                    | la categoria femenina començà el 1988                    | la categoria femenina començà el 1988                    | [ 2 ]       |
| LII      | 1972 | José Pro Pinto                                           | JA Sabadell                                              | 30:55.0                                                  | la categoria femenina començà el 1988                    | la categoria femenina començà el 1988                    | la categoria femenina començà el 1988                    | [ 2 ]       |
| LIII     | 1973 | Norbert Ricart                                           | CN Reus Ploms                                            | 31:08.6                                                  | la categoria femenina començà el 1988                    | la categoria femenina començà el 1988                    | la categoria femenina començà el 1988                    | [ 2 ]       |
| LIV      | 1974 | José Pro Pinto                                           | JA Sabadell                                              | 31:36.0                                                  | la categoria femenina començà el 1988                    | la categoria femenina començà el 1988                    | la categoria femenina començà el 1988                    | [ 2 ]       |
| LV       | 1975 | Eduardo Astudillo                                        | FC Barcelona                                             | 31:56.0                                                  | la categoria femenina començà el 1988                    | la categoria femenina començà el 1988                    | la categoria femenina començà el 1988                    | [ 2 ]       |
| LVI      | 1976 | Eduardo Astudillo                                        | FC Barcelona                                             | 31:03.2                                                  | la categoria femenina començà el 1988                    | la categoria femenina començà el 1988                    | la categoria femenina començà el 1988                    | [ 2 ]       |
| LVII     | 1977 | Fernando Díaz                                            | FC Barcelona                                             | 31:07.9                                                  | la categoria femenina començà el 1988                    | la categoria femenina començà el 1988                    | la categoria femenina començà el 1988                    | [ 2 ]       |
| LVIII    | 1978 | Juan Carlos Traspaderne                                  | CA Manresa                                               | 30:50.0                                                  | la categoria femenina començà el 1988                    | la categoria femenina començà el 1988                    | la categoria femenina començà el 1988                    | [ 2 ]       |
| LIX      | 1979 | Pedro A. Ferrando Andreu                                 | AD Antorcha                                              | 29:57.2                                                  | la categoria femenina començà el 1988                    | la categoria femenina començà el 1988                    | la categoria femenina començà el 1988                    | [ 2 ]       |
| LX       | 1980 | Fernando Díaz                                            | FC Barcelona                                             | 30:22.3                                                  | la categoria femenina començà el 1988                    | la categoria femenina començà el 1988                    | la categoria femenina començà el 1988                    | [ 2 ]       |
| LXI      | 1981 | Fernando Díaz                                            | FC Barcelona                                             | 30:20.12                                                 | la categoria femenina començà el 1988                    | la categoria femenina començà el 1988                    | la categoria femenina començà el 1988                    | [ 2 ]       |
| LXII     | 1982 | Fernando Díaz                                            | FC Barcelona                                             | 30:49.40                                                 | la categoria femenina començà el 1988                    | la categoria femenina començà el 1988                    | la categoria femenina començà el 1988                    | [ 2 ]       |
| LXIII    | 1983 | Javier Cortés                                            | FC Barcelona                                             | 29:52.3                                                  | la categoria femenina començà el 1988                    | la categoria femenina començà el 1988                    | la categoria femenina començà el 1988                    | [ 2 ]       |
| LXIV     | 1984 | Federico Wilmot                                          | Atlétiko Sta. Coloma                                     | 30:29.0                                                  | la categoria femenina començà el 1988                    | la categoria femenina començà el 1988                    | la categoria femenina començà el 1988                    | [ 2 ]       |
| LXV      | 1985 | Antonio Castel                                           | CG Tarragona                                             | 31:29.93                                                 | la categoria femenina començà el 1988                    | la categoria femenina començà el 1988                    | la categoria femenina començà el 1988                    | [ 2 ]       |
| LXVI     | 1986 | Fernando Díaz                                            | FC Barcelona                                             | 30:45.66                                                 | la categoria femenina començà el 1988                    | la categoria femenina començà el 1988                    | la categoria femenina començà el 1988                    | [ 2 ]       |
| LXVII    | 1987 | Pere Casacuberta                                         | CA Vic                                                   | 29:55.0                                                  | la categoria femenina començà el 1988                    | la categoria femenina començà el 1988                    | la categoria femenina començà el 1988                    | [ 2 ]       |
| LXVIII   | 1988 | Emiliano Garcia González                                 | Nike AC                                                  | 30:07.1                                                  | Carme Brunet                                             | Independent                                              | 34:08.49                                                 | [ 2 ]       |
| LXIX     | 1989 | Fernando Díaz                                            | FC Barcelona                                             | 30:28.74                                                 | Marina Prat                                              | CA Vilanova                                              | 34:27.80                                                 | [ 2 ]       |
| LXX      | 1990 | Fernando Díaz                                            | FC Barcelona                                             | 29:55.60                                                 | María Luisa Muñoz                                        | AE L'Hospitalet                                          | 35:13.54                                                 | [ 2 ]       |
| LXXI     | 1991 | Pere Casacuberta                                         | CA Vic                                                   | 29:54.87                                                 | María Luisa Muñoz                                        | CGB-L'H                                                  | 35:14.15                                                 | [ 2 ]       |
| LXXII    | 1992 | Juan Ram. Muñoz López                                    | Nike AC                                                  | 29:47.55                                                 | Rosa Pérez Atué                                          | Nike AC                                                  | 33:44.57                                                 | [ 2 ]       |
| LXXIII   | 1993 | Benito Ojeda                                             | Etonic Club                                              | 31:10.20                                                 | María Luisa Muñoz                                        | Oviedo At.                                               | 34:02.75                                                 | [ 2 ]       |
| LXXIV    | 1994 | Juan Ram. Muñoz López                                    | Nike AC                                                  | 30:45.14                                                 | Núria Pastor                                             | FC Barcelona                                             | 35:26.52                                                 | [ 2 ]       |
| LXXV     | 1995 | Juan Ram. Muñoz López                                    | Nike AC                                                  | 30:57.57                                                 | Núria Pastor                                             | FC Barcelona                                             | 35:47.01                                                 | [ 2 ]       |
| LXXVI    | 1996 | Benito Ojeda                                             | Domingo Catalán FC                                       | 29:58.43                                                 | Montse Bergadà Granyó                                    | CA Castellar                                             | 38:23.40                                                 | [ 2 ]       |
| LXXVII   | 1997 | Juan Ram. Muñoz López                                    | Domingo Catalán FC                                       | 30:20.17                                                 | Montse Bergadà Granyó                                    | CA Castellar                                             | 36:26.00                                                 | [ 2 ]       |
| LXXVIII  | 1998 | José Rios                                                | Domingo Catalán FC                                       | 29:08.05                                                 | Laura Rosell Lozano                                      | CA Dominiques                                            | 36:44.64                                                 | [ 2 ]       |
| LXXIX    | 1999 | Ignacio Cáceres                                          | FC Barcelona                                             | 29:51.1                                                  | Meritxell Calduch                                        | CA Manresa                                               | 35:30.6                                                  | [ 2 ]       |
| LXXX     | 2000 | Ricard Fernández Carrión                                 | CD Nike International                                    | 28:43.0                                                  | Maria Betriu                                             | CAV Andorra                                              | 35:18.7                                                  | [ 2 ]       |
| LXXXI    | 2001 | Ricard Fernández Carrión                                 | FC Barcelona                                             | 30:11.00                                                 | Montserrat Cinca                                         | CA Sant Boi                                              | 37:02.68                                                 | [ 2 ]       |
| LXXXII   | 2002 | Carles Castillejo                                        | Integra 2                                                | 29:36.40                                                 | Meritxell Bonet Jou                                      | Integra 2                                                | 36:37.71                                                 | [ 2 ]       |
| LXXXIII  | 2003 | Toni Bernadó                                             | CAV Andorra                                              | 30:19.01                                                 | Sílvia Felipo                                            | CAV Andorra                                              | 37:47.69                                                 | [ 2 ]       |
| LXXXIV   | 2004 | Enrique Luque Martín                                     | AAC-UBAE                                                 | 30:59.13                                                 | Meritxell Bonet Jou                                      | Integra 2                                                | 35:56.81                                                 | [ 2 ]       |
| LXXXV    | 2005 | Enrique Luque Martín                                     | AAC-UBAE                                                 | 30:15.66                                                 | Sílvia Felipo                                            | CAV Andorra                                              | 36:38.60                                                 | [ 2 ]       |
| LXXXVI   | 2006 | Adrià Garcia Ibáñez                                      | FC Barcelona                                             | 29:52.79                                                 | Meritxell Bonet Jou                                      | Medilast-Carrefour                                       | 36:16.63                                                 | [ 2 ]       |
| LXXXVII  | 2007 | Jaume Leiva                                              | CE ArecaSports                                           | 30:57.48                                                 | Lídia Rodríguez Sierra                                   | ISS-L'Hospitalet                                         | 36:39.71                                                 | [ 2 ]       |
| LXXXVIII | 2008 | Ramon Gasull                                             | FC Barcelona                                             | 31:43.30                                                 | Encarna Núñez Mesa                                       | CA Vic                                                   | 36:54.64                                                 | [ 2 ]       |
| LXXXIX   | 2009 | Toni Bernadó                                             | CAV Andorra                                              | 30:10.40                                                 | Lídia Rodríguez Sierra                                   | ISS-L'Hospitalet                                         | 35:41.48                                                 | [ 2 ]       |
| XC       | 2010 | Abel Ávila Rodríguez                                     | CA Manresa                                               | 30:37.88                                                 | Rosa Maria Morató                                        | València TiM                                             | 31:54.16                                                 | [ 2 ]       |
| XCI      | 2011 | Ignasi Ávila Rodríguez                                   | Avinent Manresa                                          | 31:21.87                                                 | Lídia Rodríguez Sierra                                   | Atletismo Santutxu                                       | 33:35.91                                                 | [ 2 ]       |
| XCII     | 2012 | Toni Bernadó                                             | CAV Andorra                                              | 30:59.79                                                 | Encarna Garcia Rus                                       | CA Vic                                                   | 40:00.85                                                 | [ 2 ]       |
| XCIII    | 2013 | Adrià Garcia Ibáñez                                      | Independent                                              | 30:03.70                                                 | Miriam Ortiz Rivas                                       | AA Catalunya                                             | 35:46.48                                                 | [ 2 ]       |
| XCIV     | 2014 | Josep Lluís Blanco                                       | CA La Sansi                                              | 30:15.76                                                 | Cerasela Pasa                                            | Lleida UA                                                | 35:33.92                                                 | [ 2 ]       |
| XCV      | 2015 | Josep Lluís Blanco                                       | CA La Sansi                                              | 30:57.10                                                 | Laia Andreu                                              | CA Vic                                                   | 37:07.25                                                 | [ 2 ]       |
| XCVI     | 2016 | Josep Lluís Blanco                                       | CA La Sansi                                              | 31:26.93                                                 | Aniria Mata Sastre                                       | Avinent Manresa                                          | 37:41.42                                                 | [ 2 ]       |
| XCVII    | 2017 | Marcos Sanza Arranz                                      | CAV Andorra                                              | 29:59.56                                                 | Montse Mas Sanz                                          | FC Barcelona                                             | 36:34.13                                                 | [ 2 ]       |
| XCVIII   | 2018 | Abdelaziz Merzougui                                      | At. Bikila                                               | 30:16.09                                                 | Miriam Ortiz Rivas                                       | AA Catalunya                                             | 35:43.91                                                 | [ 2 ]       |
| XCIX     | 2019 | Mohamed Zarhouni                                         | FC Barcelona                                             | 29:56.03                                                 | Miriam Ortiz Rivas                                       | AA Catalunya                                             | 35:44.47                                                 | [ 2 ]       |
| C        | 2020 | no es va realitzar a causa de la pandèmia de la Covid-19 | no es va realitzar a causa de la pandèmia de la Covid-19 | no es va realitzar a causa de la pandèmia de la Covid-19 | no es va realitzar a causa de la pandèmia de la Covid-19 | no es va realitzar a causa de la pandèmia de la Covid-19 | no es va realitzar a causa de la pandèmia de la Covid-19 | [ 2 ]       |
| CI       | 2021 | Reyes Estévez                                            | Independent                                              | 29:35.79                                                 | Douae Ouboukir                                           | CA Sant Just                                             | 36:50.64                                                 | [ 2 ] [ 4 ] |
| CII      | 2022 | Xavier Badia Garcia                                      | AA Xafatols                                              | 29:46.79                                                 | Douae Ouboukir                                           | CA Sant Just                                             | 34:44.34                                                 | [ 2 ]       |
| CIII     | 2023 | Abdelhakim Hamid                                         | Aldahra Lleida UA                                        | 31:21.74                                                 | Laura Rodríguez Botella                                  | Piélagos                                                 | 34:42.94                                                 | [ 2 ]       |
| CIV      | 2024 | Artur Bossy Anguera                                      | Castillejo RT                                            | 29:55.84                                                 | Andrea Bernal Castelló                                   | Cornellà At.                                             | 36:56.62                                                 | [ 2 ]       |

1. ↑  Domingo Catalán Fondiestes Club.
2. 1 2 3  Des de la temporada 2012-2013, els atletes estrangers que per 3r any consecutiu hagin diligenciat llicència amb la FCA poden ser campions.